# Francisco Lersundi Hormaechea

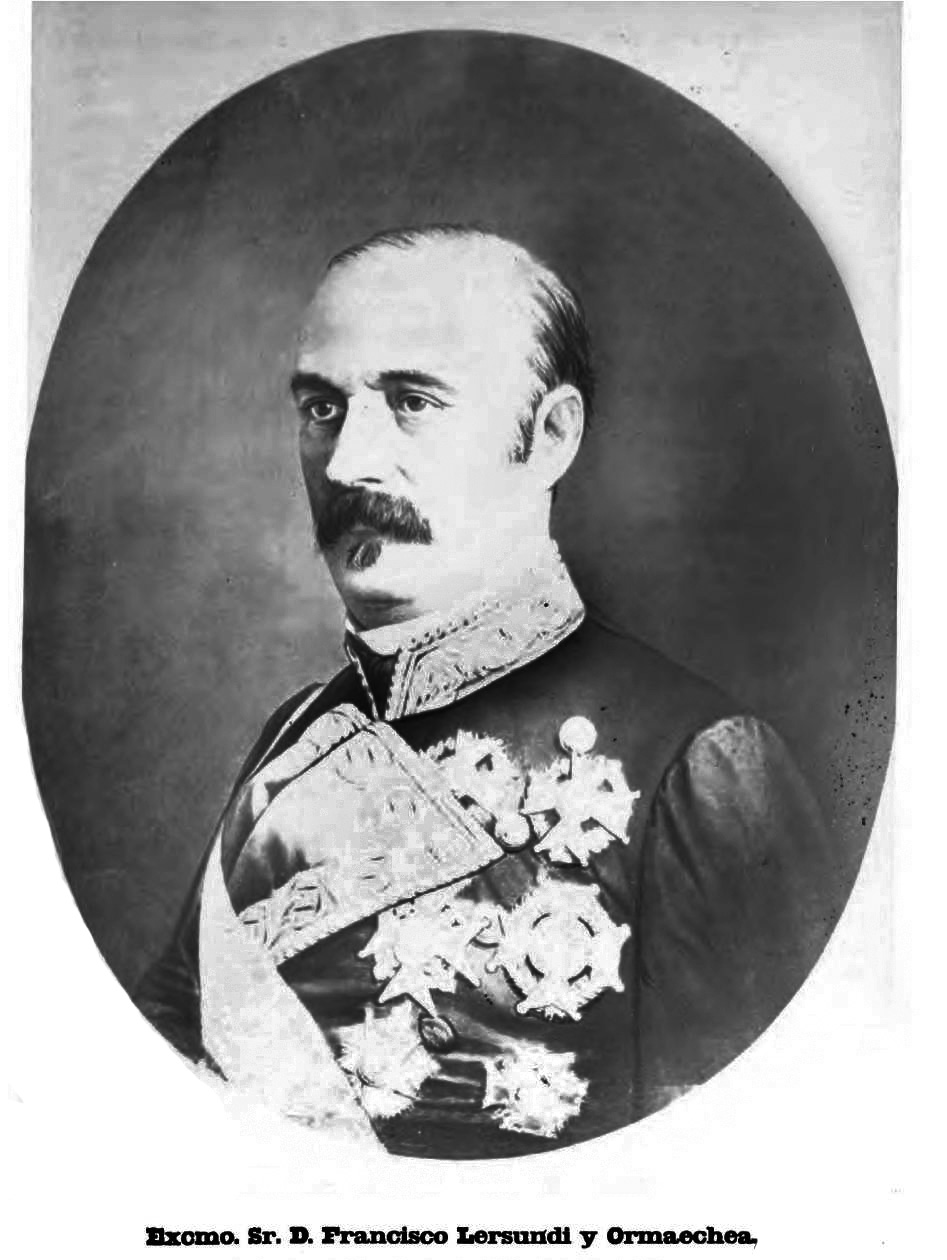
Francisco Lersundi Hormeachea.

Francisco Lersundi y Hormaechea (Valencia, 28 januari 1817 - Bayonne, 17 november 1874) was een Spaans luitenant-generaal, politicus en eerste minister. 

## Levensloop
Lersundi Hormaechea volgde een militaire opleiding en nam als officier deel aan de Eerste Carlistenoorlog.
Zijn politieke loopbaan begon toen hij van 31 augustus 1850 tot februari 1853 lid  was van het Congreso de los Diputados.
Op 6 februari 1851 werd hij voor de eerste keer minister van Oorlog en dit in de regering van Juan Bravo Murillo. Hij bleef dit tot op 16 januari 1852 en op 26 februari 1853 werd hij bevorderd tot luitenant-generaal. Op 18 maart 1853 werd hij wegens zijn verdienste benoemd tot senator voor het leven.
Op 14 april 1853 werd hij benoemd tot eerste minister en bleef dit tot op 19 september 1853. Hij combineerde dit met het ministerschap van Oorlog en van Buitenlandse Zaken.
Op 12 oktober 1856 werd hij in de regering van Ramón María Narváez y Campos minister van Marine tot op 15 oktober 1857. Vervolgens was hij van 17 januari tot 1 maart 1864 opnieuw minister van Oorlog in de regering van Lorenzo Arrazola.
Hij eindigde zijn loopbaan als gouverneur en oppercommandant van het Koninklijke Leger op Cuba, wat hij was van mei tot november 1866 en van december 1867 tot januari 1869.